# Zlarin (Šibenik)
Zlarin falu Horvátországban Šibenik-Knin megyében. Közigazgatásilag Šibenikhez tartozik.

## Fekvése
Šibenik központjától légvonalban 6 km-re délnyugatra, Dalmácia középső részén, az azonos nevű sziget északnyugati öblében fekszik. Zlarin szigete Dalmácia kisebb szigetei közé tartozik. Legmagasabb pontja 169 méter. Területét nagyrészt ciprus és fenyőerdő borítja, de természetes élőhelye a rozmaringnak, a fügének és az olajfának is. A sziget az Adria azon szigetei közé tartozik, ahova autóval is megengedett a behajtás. Lakossága a szezonon kívüli időszakban alig háromszáz, de a nyári turistaszezonban meghaladja a kétezret is.

## Története
Az itt talált leletek tanúsága szerint a sziget már a kőkorszaktól fogva egészen a római korig lakott volt. Az első ismert nép amely itt élt az illírek fejlett hajózással rendelkező liburn nevű törzse volt. Első írásos említése IV. Béla magyar király 1245-ben kibocsátott kiváltságlevelében történt, melyben Zlarint Šibenik városának részeként említi. 1298-ban azon birtokok között említik, melyeket Šibenik városa az újonnan alapított püspökségnek engedett át. Ezután egészen 1843-ig a püspökség birtoka volt. 1487-ben Juraj Šižgorić "De situ Illyriae et civitate Sibenici" című latin nyelvű művében említi Zlarint. 1621-ben a Bućina-öbölben kis kápolna épült benne egy Tiziano Vecellio velencei iskolájából származó festménnyel. 1649-ben a Šibeniket sújtó pestisjárvány idején a város nemessége Zlarinra menekült. 1735 és 1740 között a régi helyén Giovanni Scocco šibeniki építész felépítette a Mária mennybevitele templomot. 1797-ben a Velencei Köztársaság megszűnésével a Habsburg Birodalom része lett. 1806-ban Napóleon csapatai foglalták el és 1813-ig francia uralom alatt állt. Napóleon bukása után ismét Habsburg uralom következett, mely az első világháború végéig tartott. Közben 1810-ben megnyílt a település első iskolája. 1835-ben a kolerajárványnak 70 lakos esett áldozatul. 1839-ben felépítették a Lerojnak nevezett órástornyot. 1852-ben az iskolát körzeti főiskola rangjára emelték. A településnek 1857-ben 1643, 1910-ben 1846 lakosa volt. A település az I. világháború után rövid ideig az Olasz Királyság, ezután a Szerb-Horvát-Szlovén Királyság, majd Jugoszlávia része lett. 1914-ben kiépítették a település első nyilvános fürdőhelyét. 1929-ben kis hőerőművet építettek, mellyel a település elektromos árammal való ellátását a közvilágítással együtt biztosították. 1900 és 1941 között Zlarinon 18 kisebb üzlet, 7 pékség, 2 húsbolt és halbolt működött. Mellettük számos kézműves is élt a településen. A második világháború idején a zlariniak ellenálltak az olasz fasiszta hatóságoknak. (Šibeniket és vidékét 1941. április 15-én szállták meg az olasz csapatok.) Állandó kapcsolatban álltak a Srima-félszigeten működő partizán parancsnoksággal, majd később nagy számban csatlatoztak a jugoszláv felszabadító egységekhez. A háború  alatt a település több bombatámadást is elszenvedett. 1956-ban egy tengeralatti kábellel Zlarint is bekapcsolták az országos energiahálózatba. 1972-ben kis telefonközpontot avattak és létrejött az állandó hajóforgalom a közeli Šibenik városával. 1973-ban első alkalommal tartották meg a "Srdelada" elnevezésű zlarini fesztivált. 1976-ban a Srima-félszigetről kiépített csővezetéken ivóvízzel látták el a szigetet, ahol 8 kilométeres vízvezeték-hálózatot építettek ki. A településnek 2011-ben 284 lakosa volt, akik főként a turizmusból éltek, de sokan foglalkoztak halászattal is és a közeli Šibenik városában dolgoztak.

## Lakosság

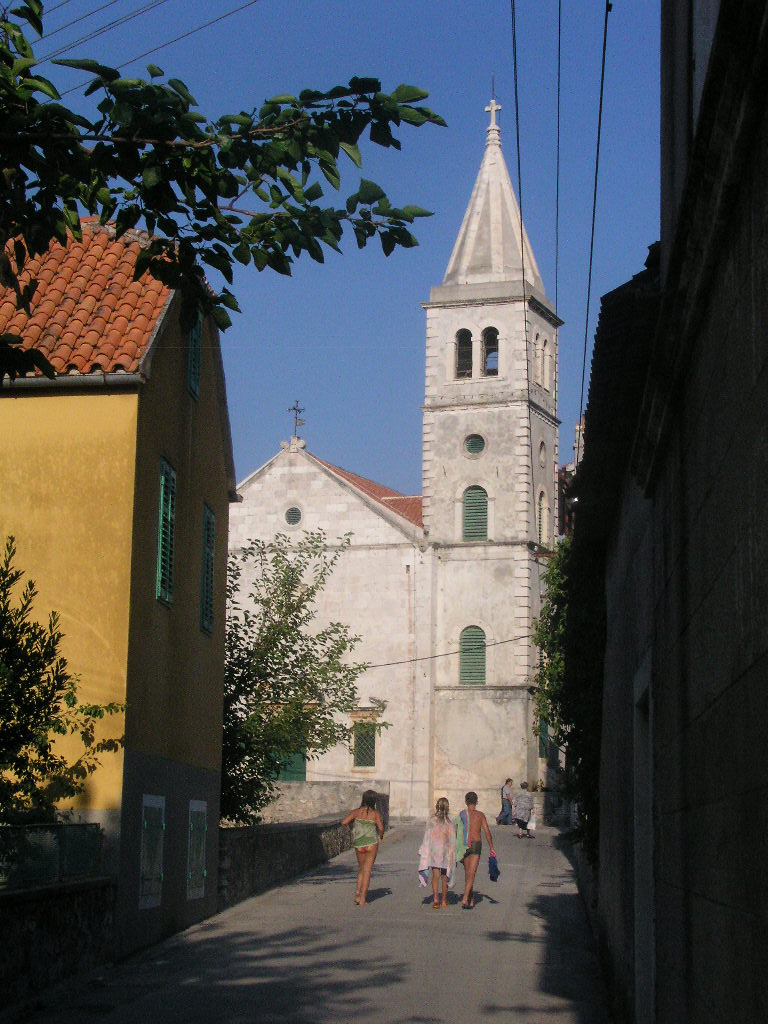
Zlarin plébániatemploma

| Lakosság változása | Lakosság változása | Lakosság változása | Lakosság változása | Lakosság változása | Lakosság változása | Lakosság változása | Lakosság változása | Lakosság változása | Lakosság változása | Lakosság változása | Lakosság változása | Lakosság változása | Lakosság változása | Lakosság változása | Lakosság változása |
| ------------------ | ------------------ | ------------------ | ------------------ | ------------------ | ------------------ | ------------------ | ------------------ | ------------------ | ------------------ | ------------------ | ------------------ | ------------------ | ------------------ | ------------------ | ------------------ |
| 1857               | 1869               | 1880               | 1890               | 1900               | 1910               | 1921               | 1931               | 1948               | 1953               | 1961               | 1971               | 1981               | 1991               | 2001               | 2011               |
| 1.643              | 3.063              | 1.684              | 1.819              | 1.829              | 1.846              | 1.980              | 1.480              | 896                | 914                | 920                | 635                | 399                | 359                | 276                | 284                |

## Nevezetességei
- A Rašeljai Boldogasszony templom testvériségének szabálykönyve az első ča nyelvjárásban íródott horvát írott szöveg. Az 1456-ban készített dokumentum Zlarin legnagyobb jelentőségű írásos emléke. A templom építésének legendája szerint a templomot először Klepacon kellett volna felépíteni, azonban az emberek a mai templom helyén egy fatörzsön a Szűzanya képét találták meg. A képet levették és Klepacra vitték, másnap azonban a kép ismét a korábbi helyén volt. Ezért úgy határoztak, hogy a templomot azon a helyen építik fel. A sziget legrégebben épített temploma egyhajós, kőből épített épület.[4] Homlokzatán a bejárat kétoldalán két kisebb ablak, felette szép rózsaablak látható. Az oromzaton áll a pengefalú harangtorony benne két haranggal.
- A sziget keleti végénél egy 1. századi hajótörésben elsüllyedt hajó maradtványai találhatók.
- Mária mennybevitele tiszteletére szentelt plébániatemploma[5] 1735 és 1740 között épült barokk stílusban. A templomban található Szent Fortunatónak a sziget védőszentjének ereklyéje. Róla annyi ismert, hogy római katona volt akinek testét Zlarinra hozták és a templom oltárában helyezték el. A templom a központtól kissé távolabb egy állítólagos forrás fölé épült, mely a hagyomány szerint a főoltár alatt ered. Úgy tartják, hogy a föld alatti vízfolyások elősegítik a magába forduló., bűnbánó érzést. Akárhogyan is van tény, hogy a templom előtt ma is található egy kút, mely vizét ebből a forrásból kaphatja.
- A településen még két templom áll. A Szent Simon templomban[6] numizmatikai gyűjteményt, a Szent Rókus templomban[7] egyházművészeti múzeumot rendeztek be.
- A szigeten több fogadalmi kápolna is található. Az első a település központjához közeli fingaci mezőn, a második a hajótöröttek fogadalmi kápolnája a Marin- és Vela Oštrica-fokok között annak a helynek a közelében, ahol hajójuk elsüllyedt. A Bućina-öbölben is épült egy kis kápolna 1621-ben benne egy Tiziano Vecellio velencei iskolájából származó festmény volt elhelyezve. Ma már romos állapotban van.
- Az értékesebb házak közül kiemelkedik egy gazdag šibeniki család nyaralója, mely a Vela Oštrica-fokon és a szomszédos Bućina-öbölben áll. A nyaraló a 17. század első felében épült, ma lakóházként szolgál.
- A középületek közül kiemelkedik az 1839-ben épített órástorony, melynek “Leroj” a népszerű neve.
- 1943. március 25-én az olasz fasiszta megszálló hatóságok koncentrációs tábort („Campo koncentramento rastrellati di Zlarino”) hoztak létre Zlarin szigetén. A tábor három hónapig működött. Az ide deportált emberek főleg a Drniš, Šibenik és Trogir városok közötti területről származtak. A fogvatartottak zlarini fogva tartása alatt sátrakban tartózkodtak. Mindegyikük 15-20 embernek adott otthont, nagyon embertelen körülmények között. A rendelkezésre álló adatok szerint 1943. április 30-án 1645 fogvatartott volt ebben a táborban, míg a tábor kiürítésének napján, 1943. június 15-én körülbelül 1200 fogvatartott tartózkodott itt. Később az összes fogvatartottat Rijekán keresztül olaszországi táborokba szállították. A Zlarinon található egykori tábor a sziget északnyugati oldalán, a teljesen lakatlan és sziklás Marin-fokon, Zlarin központjától mintegy 800 méterre található, amellyel állandó betonút kötötte össze. Szögesdrót és őrtornyok határolták. Bár rövid ideig működött, a zlarini tábor Dalmáciában az olasz megszállás idején az egyik legfontosabb koncentrációs tábor volt. Helyén ma egy egyszerű, kőből rakott emlékhely található.[8]

## Gazdaság
A korallvadászat első írásos nyomai az Adrián a 13. századból származnak. 1412-ben a zlariniakat híres korallvadászokként tartották számon, akik a kitermelt korallt Nápoly és Szicília piacain adták el. A zlariniak Velencei Köztársaság bukása után is különleges jogokat kaptak a korall kitermelésére, melyet egészen 1955-ig űztek. Ekkor azonban egy sikertelen vadászat miatt, melynek eredményét csak áron alul tudták Olaszországban értékesíteni ez a megélhetési forrás hanyatlásnak indult. Azóta a zlarini korallüzletet Viktor Lukin műveli, akinek "Viktor" nevű korall boltja működik itt és néhány éve megnyitotta a "Zlarinka" nevű korall központot. Épp a korallnak volt köszönhető, hogy Zlarin volt az első olyan horvát üdülőhely, melynek saját turistakaluza volt.

## Kultúra
Minden évben július végén hagyományosan megrendezik a Fingac-öbölben a "Bodulska balada" zenei estet. Az est jellemzője, hogy a horvát zene csillagai olyan dalokat adnak itt elő, melyek kapcsolatosak a szigettel és az itteniek életével. Az esemény részeként ismert horvát és külföldi festőművészek állítják ki a Zlarinnal és a környező szigetekkel kapcsolatos képeiket. A rendezvény fő célja, hogy az élet visszatérjen az elhagyott szigetekre.

## Fordítás
Ez a szócikk részben vagy egészben  a   Zlarin című horvát Wikipédia-szócikk ezen változatának fordításán alapul.  Az eredeti cikk szerkesztőit annak laptörténete sorolja fel. Ez a jelzés csupán a megfogalmazás eredetét és a szerzői jogokat jelzi, nem szolgál a cikkben szereplő információk forrásmegjelöléseként.